# Milan Znoj
Milan Znoj (* 19. prosince 1952, České Budějovice) je český filozof a politolog.

## Život
Po maturitě na Gymnáziu v Českém Krumlově (1972) vystudoval politickou ekonomii na Vysoké škole ekonomické v Praze (1977) a filozofii a sociologii na Filozofické fakultě Univerzity Karlovy (1983).
Pracoval na Ústavu pro filozofii a sociologii ČSAV (1977–1985) a poté učil na katedře filozofie na Filozofické fakultě UK (1985–1993). V roce 1988 získal vědeckou hodnost v oboru dějin filozofie (CSc.) a v roce 1993 se ve stejném oboru habilitoval prací o mladém Hegelovi. V roce 1993 přešel na Filosofický ústav AV ČR, souběžně přednášel na FFUK, zprvu na katedře filozofie a poté na Ústavu politologie. V roce 2000 se stal ředitelem Ústavu politologie na FFUK, v této pozici působil do roku 2009. V roce 2020 se stal šéfredaktorem Filosofického časopisu. Od roku 2017 je předsedou redakční rady časopisu Listy.
Od roku 1981 byl kandidátem a od roku 1983 členem Komunistické strany Československa. Během „Listopadové revoluce“ byl spoluautorem Provolání k akademické obci a účastnil se založení OF v Činoherním klubu. Byl členem Kruhu nezávislé inteligence (KNI, zvolen do 2. exekutivy). Od roku 1992 byl členem politické komise OH, od roku 1993 členem předsednictva a grémia Svobodných demokratů (OH). Po sloučení s LSNS v roce 1995 členem předsednictva SD-LSNS. Po odchodu ze strany v roce 1997 založil spolu se skupinou bývalých členů SD Stranu pro otevřenou společnost, ze které v roce 2000 vystoupil.

### Profesní zaměření
Ve své vědecké práci se zprvu věnoval dějinám politické filozofie. Počítá se k žákům Milana Sobotky, zajímal se zejména o Hegelovu a Kantovu filozofii. Později se zaměřil spíše na soudobou politickou teorii a zabývá se také historií českého liberalizmu. Spolu s Matějem Spurným řídí edici Politeia a spolu s Jakubem Jinkem edici Dějin politické filozofie v nakladatelství Karolinum. V roce 1987 provedl odbornou revizi českého překladu knihy prof. MELVIL, J. K., 1987. Cesty buržoazní filozofie 20. století (původním názvem: Пути буржуазной философии ХХ века). Překlad : Ph.Dr. Zdeněk Kolář, CSc.; ilustrace : obálku navrhl Jaroslav Faigl; Odbornou revizi textu provedli: doc. Petr Horák, CSc., PhDr. Ladislav Major, doc. PhDr. Eduard Urbánek, CSc., PhDr. ing. Milan Znoj. 1. vyd. Praha: Svoboda. 267 s.

## Publikace
- Mladý Hegel na prahu moderny, 1990;
- Dějiny novověké filosofie. Od Descarta po Hegela (s M. Sobotkou, J. Mouralem), 1993.

Viz Seznam děl v Souborném katalogu ČR